# 1. hokejbalová liga mužů
1. hokejbalová liga mužů je druhou nejvyšší hokejbalovou soutěží v Česku.
Dříve byla tato soutěž rozdělena na Českou národní hokejbalovou ligu a Moravskou národní hokejbalovou ligu[kdy?]. V dnešní době formát soutěže jiný a sice tak, že se ligy sloučily. V sezoně 2023/24 má liga 13 celků.

## Systém soutěže
Soutěž hraje 13 celků. Po odehrání základní části poslední 2 celky sestupují do 2. ligy. 8 celků s nejvíce body postupuje do play-off, které se hraje formou dvou vítězných zápasů v sérii. Vítěz play-off postupuje do extraligy přímo a druhý tým sehraje baráž o postup s předposledním celkem nejvyšší soutěže.

## Seznam účastníků pro sezónu 2024/2025
- Ježci Heřmanův Městec
- HBC Enviform Třinec
- HBC Hostivař B
- HBC Malenovice (Zlín)
- HBC Nové Strašecí
- HBK Bulldogs Brno
- HBC Prachatice
- SK Pedagog České Budějovice
- SK Kelti 2008 (Beroun)
- SK Kometa Polička
- SK Suchdol nad Lužnicí
- TJ Blatná Datels
- TJ KOVO Praha
- TJ Lokomotiva Česká Třebová
- Vlčí smečka Ústí nad Labem